# كهف أيبرغ دريبستون
كهف أيبرغ دريبستون (بالألمانية: Iberger Tropfsteinhöhle) هو كهف عام ومتحف جيولوجيا في جنوب ولاية سكسونيا السفلى بالقرب من باد غروند، ألمانيا.

## وصلات خارجية
- Official website of the Cave Experience Centre
- Iberg Dripstone Cave
- Bad Grund cave pages
- Show caves in Germany